# Логотип
Логоти́п (от др.-греч. λόγος — слово + τύπος — отпечаток) — графический знак, эмблема или символ, используемый территориальными образованиями, коммерческими предприятиями, организациями и частными лицами для повышения узнаваемости и распознаваемости в социуме. Логотип представляет собой название сущности, которую он идентифицирует, в виде стилизованных букв и/или идеограммы. Как результат творческой деятельности автора (-ов) создания, выраженный в объективной форме, относится к объектам авторского права, охраняемым в соответствии с нормами международного права в области защиты прав интеллектуальной собственности. Логотип может стать товарным знаком после регистрации в соответствующей организации и получения на него охранного документа (свидетельства). При этом авторские права на логотип охраняются независимо от охраны исключительных прав на товарный знак и существуют параллельно с ними — как до такой регистрации, так и после нее.

## История
Термин «логотип» появился в начале XIX века в типографике и был синонимом термина «лигатура», то есть обозначал объединение двух или трёх знаков типографского шрифта. Он возник на волне подъёма производства, которая привела к росту объёмов производимой продукции, росту экспорта и конкуренции. К середине XIX века логотипом называли абсолютно любое текстовое клише, которое не нужно каждый раз набирать заново. Например, заголовок-название газеты.
В XX веке логотипом стали называть стилизованное шрифтовое начертание названия или само название в таком начертании.
Первым официально зарегистрированным логотипом стал шрифтовой товарный знак (в сочетании с графическим — красным треугольником) пива Bass. Регистрация была оформлена в Британском Патентном бюро 1 января 1876 г. под № 1, причём накануне владелец компании Bass & Co. провёл всю новогоднюю ночь у дверей Патентного бюро в ожидании открытия, чтобы обязательно быть первым. Товарный знак, логотип, как и сам напиток, существуют до сих пор. К числу первых логотипов относятся Coca-Cola (1886 г.), Gebrüder Thonet (мебель из гнутой древесины, 1859 — без регистрации в то время). Интересно, что некоторые всемирно известные сегодня логотипы были нарисованы не профессиональными художниками или дизайнерами, а самими владельцами компаний, помощниками, бухгалтерами и другими людьми, не имеющими никакого отношения к искусству и дизайну.
С развитием промышленной графики логотип стал использоваться в устойчивых комбинациях с другими атрибутами идентификации компаний или организаций: графическими товарными знаками, реквизитами, элементами «фирменного» декора (например, с раппортом). Такие устойчивые комбинации называются «фирменными блоками».
Иногда логотип выступает главным и единственным идентификатором компании или организации, без использования графического товарного знака. Так, например, компания Toyota несколько десятилетий пользовалась только логотипом (графический знак из трёх эллипсов появился лишь в октябре 1989 г., а активно использоваться стал в начале 2000-х годов), это же касается компании Sony (впрочем, разработанный графический знак Sony используется крайне редко).

## Назначение
Логотип — важнейший элемент имиджа компании. Он служит, в первую очередь, для идентификации компании на рынке. Логотипы появились для того, чтобы отличать продукцию различных фирм в рамках одной отрасли. Зарегистрированная торговая марка защищает компанию от недобросовестной конкуренции и позволяет защитить её права в суде. В восприятии потребителя наличие логотипа или товарного знака фирмы, имеющей устоявшуюся репутацию, является гарантией качества товара. Товары, не имеющие известного логотипа, называют noname.

## Типы логотипов
1. Шрифтовое начертание
2. Фирменный знак (графическое начертание)
3. Фирменный блок — сочетание фирменного знака и шрифтового начертания

- Шрифтовое начертание.
Логотип вымышленной компании «Wordmark»
- Шрифтовое начертание.
Торговый знак «Wordmark»
- Фирменный знак.
Фонд Викимедиа
- Фирменный блок.
Русские Викиновости

## Функции логотипа
Идеальный логотип должен выполнять 6 основополагающих функций:
- фактическую (канал, контакт между носителем и получателем: вывески на домах, таблички офисов…);
- экспрессивную (визуальное сообщение миссии компании: идентичность и характеристики компании);
- референтную (информация о продукте: подытоживает характеристики компании);
- импрессивную (впечатление от увиденного: воздействие на потребителя);
- поэтическую (эмоциональный позыв, эстетическое восприятие);
- металингвистическую (информационный код сообщения: словесное и символьное восприятие).